# Burg Arnsberg (Altmühltal)
Die Burg Arnsberg ist eine Burgruine östlich über dem Dorf Arnsberg, einem Gemeindeteil des Marktes Kipfenberg im Landkreis Eichstätt in Oberbayern. Die Burg liegt 160 m ostnordöstlich von der Filialkirche St. Sebastian in Arnsberg.

## Geographische Lage

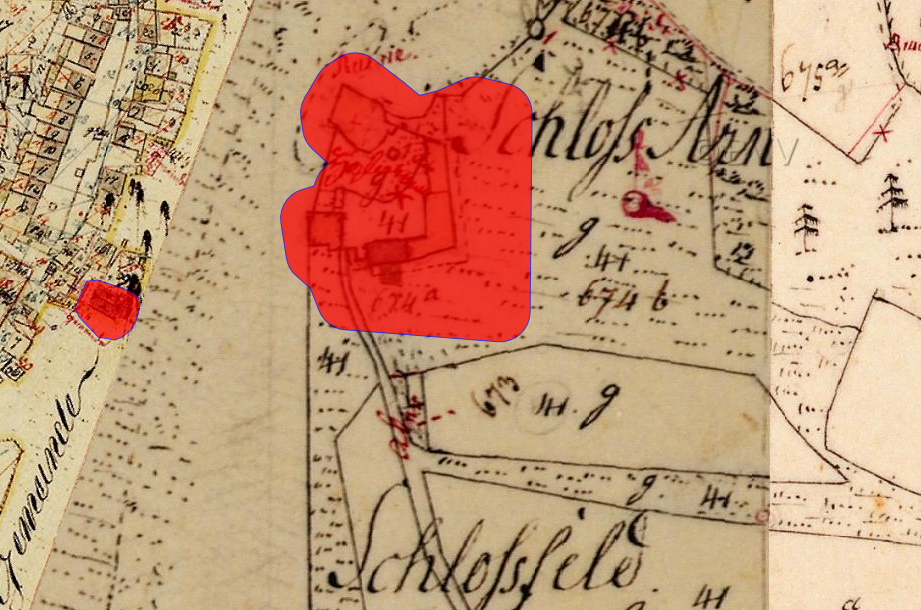
Lageplan von Burg Arnsberg auf dem Urkataster von Bayern

Die Ruine der Höhenburg liegt auf einem mächtigen, 506,8 m ü. NHN hohen Felsstock am Talrand, einem Dolomitmassiv im Altmühltal, und circa 120 Meter über dem Ort,  inmitten des Naturparks Altmühltal. Unter der Burg mündet einige hundert Meter flussaufwärts im Tal der Schambach in die Altmühl.

## Geschichte
Arnsberg war seit dem 12. Jahrhundert im Besitz der Edelfreien von Erlingshofen, die sich nach dem Ort benannten. 1087 wurde Gozwin von Arnsberg als Zeuge genannt. Das Geschlecht siedelte im 13. Jahrhundert nach Heideck um und änderte nochmals seinen Familiennamen. 1278 war die Burg Arnsberg im Besitz eines Gottfried von Heideck, sie wurde aber als Eichstätter Lehen bezeichnet. Die Familie hatte sich offenbar bereits früh dem Hochstift Eichstätt unterworfen. 
Vor 1305 verkaufte Gottfried IV. die Herrschaft an Herzog Otto III. von Niederbayern. 1328 verpfändeten die Herzöge von Bayern die Burg erstmals. Einer der Pfandherren war gegen 1350 der Minnesänger Hadamar III. von Laaber. Ab 1365 hielten die Frauenhofer das Pfand. Dieses Pfandverhältnis endete um 1416 mit einem Streit, die Frauenhofer wurden anschließend geächtet, nachdem man ihnen unter anderem Wegelagerei vorgeworfen hatte. Herzog Ludwig der Bärtige musste den „Raubrittern“ die Burg  gewaltsam wegnehmen.
1473 bzw. 1475 erwarb das Hochstift Eichstätt die Burg von Herzog Albrecht zurück, die damals an Sibylla von Heideck verpfändet war. Die Anlage blieb anschließend bis zur Säkularisation Eichstätter Besitz und diente gelegentlich auch als Jagd- und Sommeraufenthalt der Bischöfe. 1663 restaurierte man die Bergveste, 1763 mussten Teile abgebrochen werden.
In der Folge begannen die Baulichkeiten zu verfallen, da nur noch die Ökonomiegebäude genutzt wurden. Dieser Verfall beschleunigte sich nach der Säkularisation, so dass Mitte des 19. Jahrhunderts aus Sicherheitsgründen weitere umfangreiche Abbrüche veranlasst wurden. Die verlassene Burg war ein willkommener Steinbruch für die Bewohner des Ortes und der Umgebung, so dass weit mehr Material aus dem Mauerwerk entnommen wurde, als eigentlich notwendig war. Bereits 1868 beklagte Kugler, der Autor des Büchleins Die Altmühlalp (Ingolstadt), den Verlust dieser „Zierde der Gegend“, deren Burgkapelle St. Georg schon 1798 eingestürzt war. Weitere Substanzverluste erfolgten durch einige Felsabstürze, etwa 1926 und 1931.

## Beschreibung
Die gut erhaltene Vorburg wird als Hotel genutzt, von der Hauptburg haben sich Mauerreste und der Stumpf des Bergfriedes erhalten. Die Ruine der Hauptburg ist frei zugänglich.
Die Vorburg schiebt sich auf das Hochplateau vor und wird von einem winkelförmigen Halsgraben gesichert. In den Außenmauern der Gebäude scheinen noch die Reste der hochmittelalterlichen Ringmauer der Vorburg zu stecken. Davor liegt ein schmaler Zwinger, dessen Mauerwerk noch teilweise als Futtermauer der Vorburgterrasse erhalten ist.
Der Westteil der Vorburg (ehemalige Burgkapelle) liegt auf einem Vorsprung des Burgfelsens, der steil ins Tal abfällt. Das alte Tor liegt am Südwestrand und wurde aus fortifikatorischen (wehrtechnischen) Gründen in einen Rücksprung der Mauer gelegt. Die zweijochige Brücke stammt aus der Barockzeit. Der östliche Burgzugang ist relativ modern, er ermöglichte die Zufahrt zu den beiden Bauernhöfen, die bis ins 20. Jahrhundert in der Vorburg betrieben wurden. 
Noch spektakulärer liegen die Reste der Kernburg (13. Jahrhundert) auf einem isolierten Felsriff, das nach Nordwesten ausspringt. Die ovale Ringmauer aus sorgfältig ausgeführtem Kalksteinmauerwerk ist noch bis zu vier Meter hoch, der Nordostteil ist bei einem Felssturz abgegangen. 
Der erhaltene Stumpf des Bergfriedes erhebt sich am Südosteck direkt über der Ringmauer in der Nähe des ehemaligen Tores (Südosten). Der Grundriss des Turms ist ein unregelmäßiges Fünfeck, das nach etwa sieben Metern ins Rund übergeht. Der nur teilweise erhaltene Rundbau ragt auf Kragsteinen etwas vor, die Nordwestseite fehlt vollständig. Insgesamt ist der Turm noch etwa zehn Meter hoch und besteht unten aus Dolomitquadern (max. 0,60 × 1,40 Meter), die Steine des Obergeschosses sind etwas handlicher. Auch der innere Mantel besteht aus Quaderwerk, das Untergeschoss ist verschüttet.

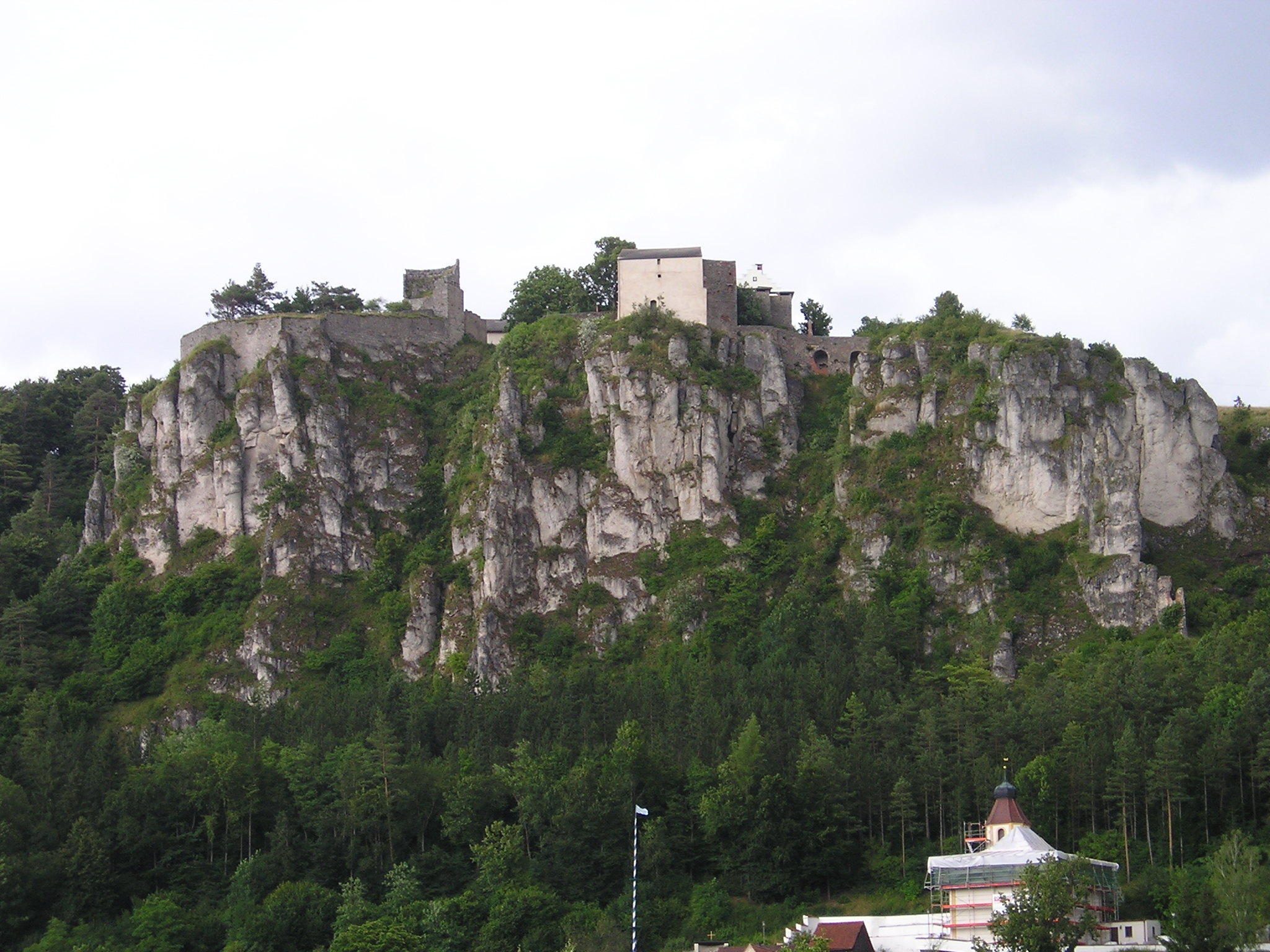
Gesamtanlage
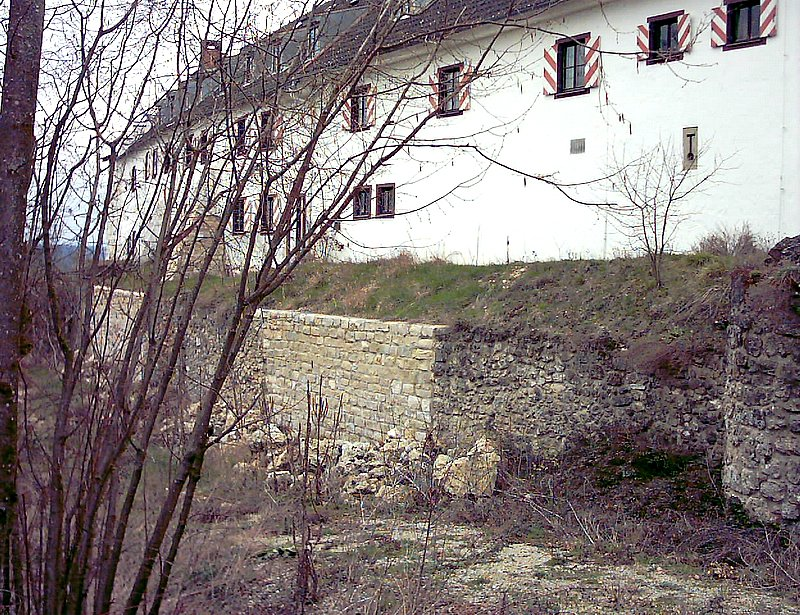
Graben und Zwinger der Vorburg
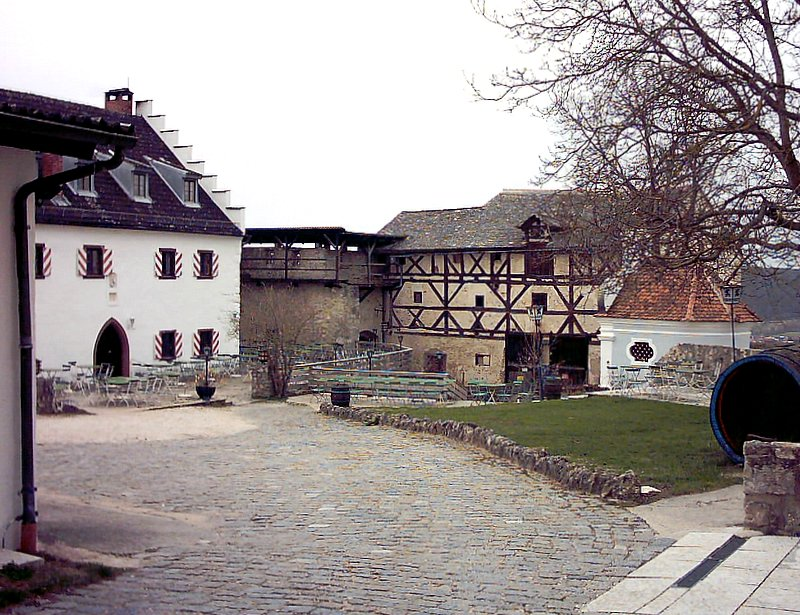
Die als Hotel genutzte Vorburg mit dem Haupttor
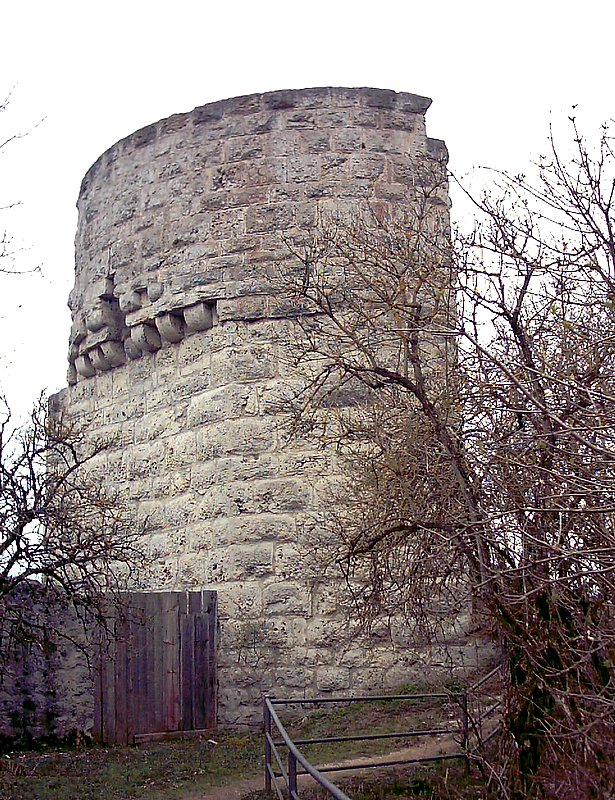
Der hochmittelalterliche Bergfried
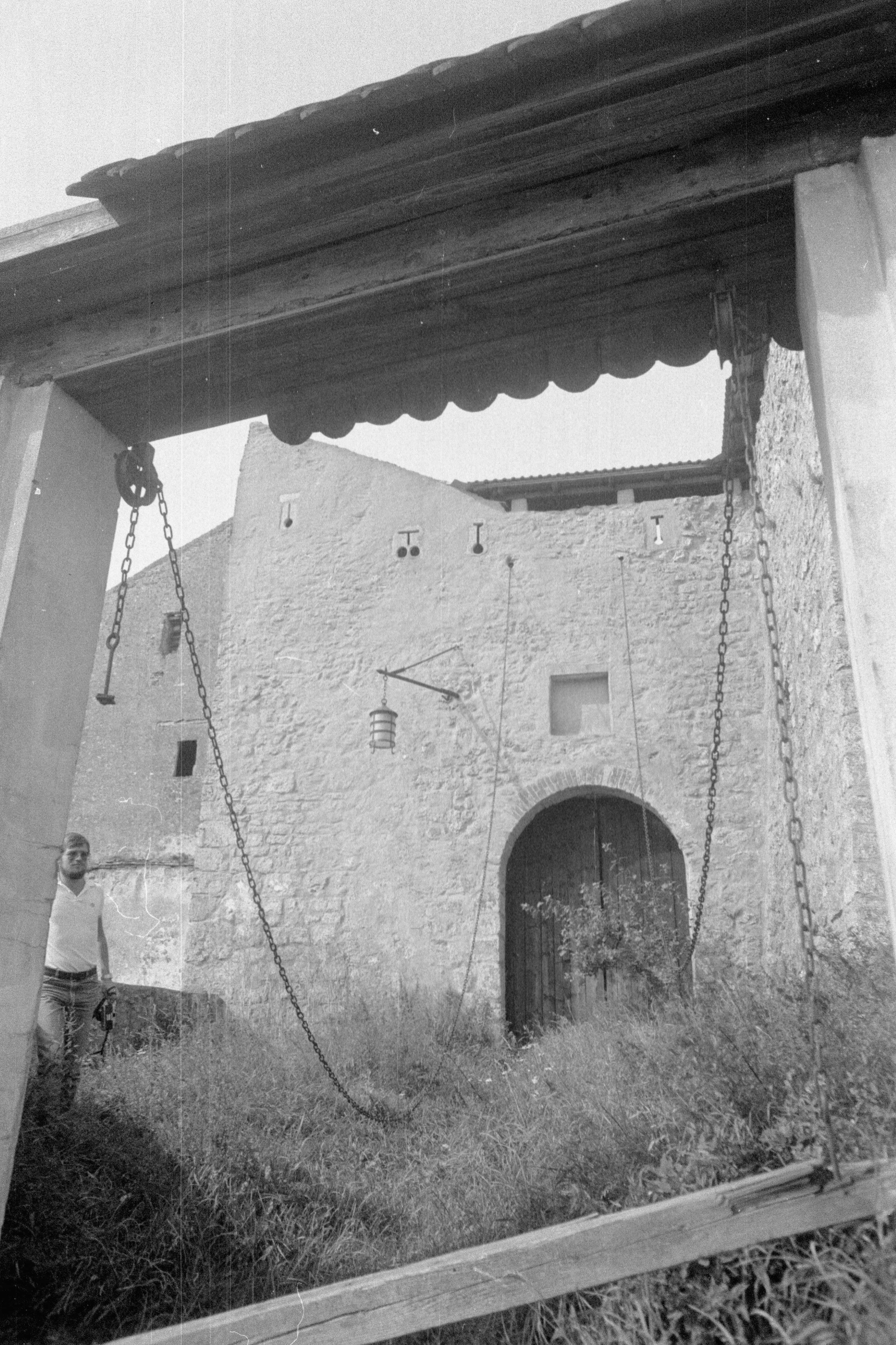
Der ursprüngliche Burgzugang (Aufnahme von 1982)

Die Anlage ist unter der Aktennummer D-1-76-138-44 als denkmalgeschütztes Baudenkmal von Arnsberg verzeichnet. Sie wird auch als Bodendenkmal unter der Aktennummer D-1-7034-0179 im Bayernatlas als „mittelalterliche Burg“ geführt.